# Coppa Italia 2004-2005 (pallamano maschile)
La Coppa italia di pallamano 2004-2005 è stata la 20ª edizione del torneo annuale organizzato dalla Federazione Italiana Gioco Handball.
Il torneo si è svolto tra le dodici squadre della Serie A1 2004-2005; durante la prima fase i club veniva divisi in quattro gironi da tre squadre. le prime classificate di ogni gruppo disputavano la final four.
Il torneo è stata vinto per la seconda volta dalla Gammadue Secchia.

## Prima fase

### Girone A
| data | 1ª giornata          | risultato |
| ---- | -------------------- | --------- |
| 4-2  | Conversano - Bologna | 28-27     |
| 5-2  | Bologna - Gaeta      | 28-24     |
| 6-2  | Gaeta - Conversano   | 20-32     |

| data | 2ª giornata          | risultato |
| ---- | -------------------- | --------- |
| 11-2 | Bologna - Gaeta      | 28-22     |
| 12-2 | Gaeta - Conversano   | 24-30     |
| 13-2 | Conversano - Bologna | 30-27     |

| data | 3ª giornata          | risultato |
| ---- | -------------------- | --------- |
| 18-2 | Gaeta - Conversano   | 24-26     |
| 19-2 | Conversano - Bologna | 26-25     |
| 20-2 | Bologna - Gaeta      | 26-18     |

|  |    | Classifica girone A | Pti | G | V | N | P | GF  | GS  | DR  |
|  | -- | ------------------- | --- | - | - | - | - | --- | --- | --- |
|  | 1. | Conversano          | 18  | 6 | 6 | 0 | 0 | 172 | 147 | +25 |
|  | 2. | Bologna United      | 9   | 6 | 3 | 0 | 3 | 161 | 148 | +13 |
|  | 3. | Gaeta               | 0   | 6 | 0 | 0 | 6 | 132 | 170 | -38 |

### Girone B
| data | 1ª giornata          | risultato |
| ---- | -------------------- | --------- |
| 4-2  | Trieste - Bressanone | 32-25     |
| 5-2  | Bressanone - Imola   | 28-25     |
| 6-2  | Imola - Trieste      | 23-36     |

| data | 2ª giornata          | risultato |
| ---- | -------------------- | --------- |
| 11-2 | Bressanone - Imola   | 28-26     |
| 12-2 | Imola - Trieste      | 26-35     |
| 13-2 | Trieste - Bressanone | 20-25     |

| data | 3ª giornata          | risultato |
| ---- | -------------------- | --------- |
| 18-2 | Imola - Trieste      | 26-30     |
| 19-2 | Trieste - Bressanone | 30-23     |
| 20-2 | Bressanone - Imola   | 23-31     |

|  |    | Classifica girone B | Pti | G | V | N | P | GF  | GS  | DR  |
|  | -- | ------------------- | --- | - | - | - | - | --- | --- | --- |
|  | 1. | Trieste             | 15  | 6 | 5 | 0 | 1 | 183 | 148 | +35 |
|  | 2. | Brixen              | 9   | 6 | 3 | 0 | 3 | 152 | 164 | -12 |
|  | 3. | Imola               | 3   | 6 | 1 | 0 | 5 | 157 | 180 | -23 |

### Girone C
| data | 1ª giornata      | risultato |
| ---- | ---------------- | --------- |
| 4-2  | Merano - Sassari | 36-28     |
| 5-2  | Sassari - Enna   | 37-28     |
| 6-2  | Enna - Merano    | 23-29     |

| data | 2ª giornata      | risultato |
| ---- | ---------------- | --------- |
| 11-2 | Sassari - Enna   | 30-27     |
| 12-2 | Enna - Merano    | 28-32     |
| 13-2 | Merano - Sassari | 32-33     |

| data | 3ª giornata      | risultato |
| ---- | ---------------- | --------- |
| 18-2 | Enna - Merano    | 26-26     |
| 19-2 | Merano - Sassari | 27-22     |
| 20-2 | Sassari - Enna   | 29-32     |

|  |    | Classifica girone C | Pti | G | V | N | P | GF  | GS  | DR  |
|  | -- | ------------------- | --- | - | - | - | - | --- | --- | --- |
|  | 1. | Meran               | 13  | 6 | 4 | 1 | 1 | 182 | 160 | +22 |
|  | 2. | Jchnusa Sassari     | 9   | 6 | 3 | 0 | 3 | 179 | 182 | -3  |
|  | 3. | Haenna              | 4   | 6 | 1 | 1 | 4 | 164 | 183 | -19 |

### Girone D
| data | 1ª giornata      | risultato |
| ---- | ---------------- | --------- |
| 4-2  | Prato - Ascoli   | 36-31     |
| 5-2  | Ascoli - Secchia | 32-44     |
| 6-2  | Secchia - Prato  | 33-35     |

| data | 2ª giornata      | risultato |
| ---- | ---------------- | --------- |
| 11-2 | Secchia - Prato  | 33-23     |
| 12-2 | Prato - Ascoli   | 38-30     |
| 13-2 | Ascoli - Secchia | 26-43     |

| data | 3ª giornata      | risultato |
| ---- | ---------------- | --------- |
| 18-2 | Ascoli - Secchia | 26-34     |
| 19-2 | Secchia - Prato  | 25-23     |
| 20-2 | Prato - Ascoli   | 31-34     |

|  |    | Classifica girone D | Pti | G | V | N | P | GF  | GS  | DR  |
|  | -- | ------------------- | --- | - | - | - | - | --- | --- | --- |
|  | 1. | Secchia             | 15  | 6 | 5 | 0 | 1 | 212 | 165 | +47 |
|  | 2. | Prato               | 9   | 6 | 3 | 0 | 3 | 186 | 186 | 0   |
|  | 3. | Ascoli              | 3   | 6 | 1 | 0 | 5 | 179 | 226 | -47 |

## Final Four
Le Final Four si sono svolte dal 26 al 27 febbraio a Merano.

### Semifinali
| Merano 26 febbraio 2005 | Trieste | 34 – 29 | Meran |  |

| Merano 13 febbraio 2006 | Secchia | 33 – 28 | Conversano |  |

### Finale
| Merano 14 febbraio 2006 | Secchia | 27 – 22 | Trieste |  |